# 마이클 페이
마이클 피터 페이(영어: Michael Peter Fay, 1975년 5월 30일 ~ )는 1994년 싱가포르에서 공공 기물 등을 훼손하는 등의 죄로 태형(笞刑)을 선고받았던 미국인이다. 당시 그의 처벌을 둘러싸고 미국과 싱가포르 사이에 외교적 마찰이 있었고 미국은 당시 대통령 빌 클린턴까지 나서서 그의 사면을 요구했으나, 결국 1994년 5월 5일 형이 집행되었다. 선고받은 형벌은 태형 4대, 징역 4개월, 벌금 3,500 싱가포르 달러였다.